# Noailles (Oise)
Noailles ist eine französische Kleinstadt mit 2857 Einwohnern (Stand 1. Januar 2022) im Département Oise in der Region Hauts-de-France. Sie gehört zum Arrondissement Beauvais und zum Gemeindeverband Thelloise.

## Geografie
Die Stadt Noailles liegt ca. 15 Kilometer südöstlich von Beauvais und 25 Kilometer westnordwestlich von Creil an der Route nationale 1. Nachbargemeinden von Noailles sind Berthecourt im Nordosten, Cauvigny im Südosten, Sainte-Geneviève im Süden, Laboissière-en-Thelle im Südwesten, Silly-Tillard im Westen sowie Ponchon im Nordwesten.

## Bevölkerungsentwicklung
| Jahr                       | 1962 | 1968 | 1975 | 1982 | 1990 | 1999 | 2006 | 2012 | 2021 |
| -------------------------- | ---- | ---- | ---- | ---- | ---- | ---- | ---- | ---- | ---- |
| Einwohner                  | 1267 | 1333 | 1538 | 1757 | 2415 | 2672 | 2674 | 2820 | 2837 |
| Quellen: Cassini und INSEE |      |      |      |      |      |      |      |      |      |

## Sehenswürdigkeiten

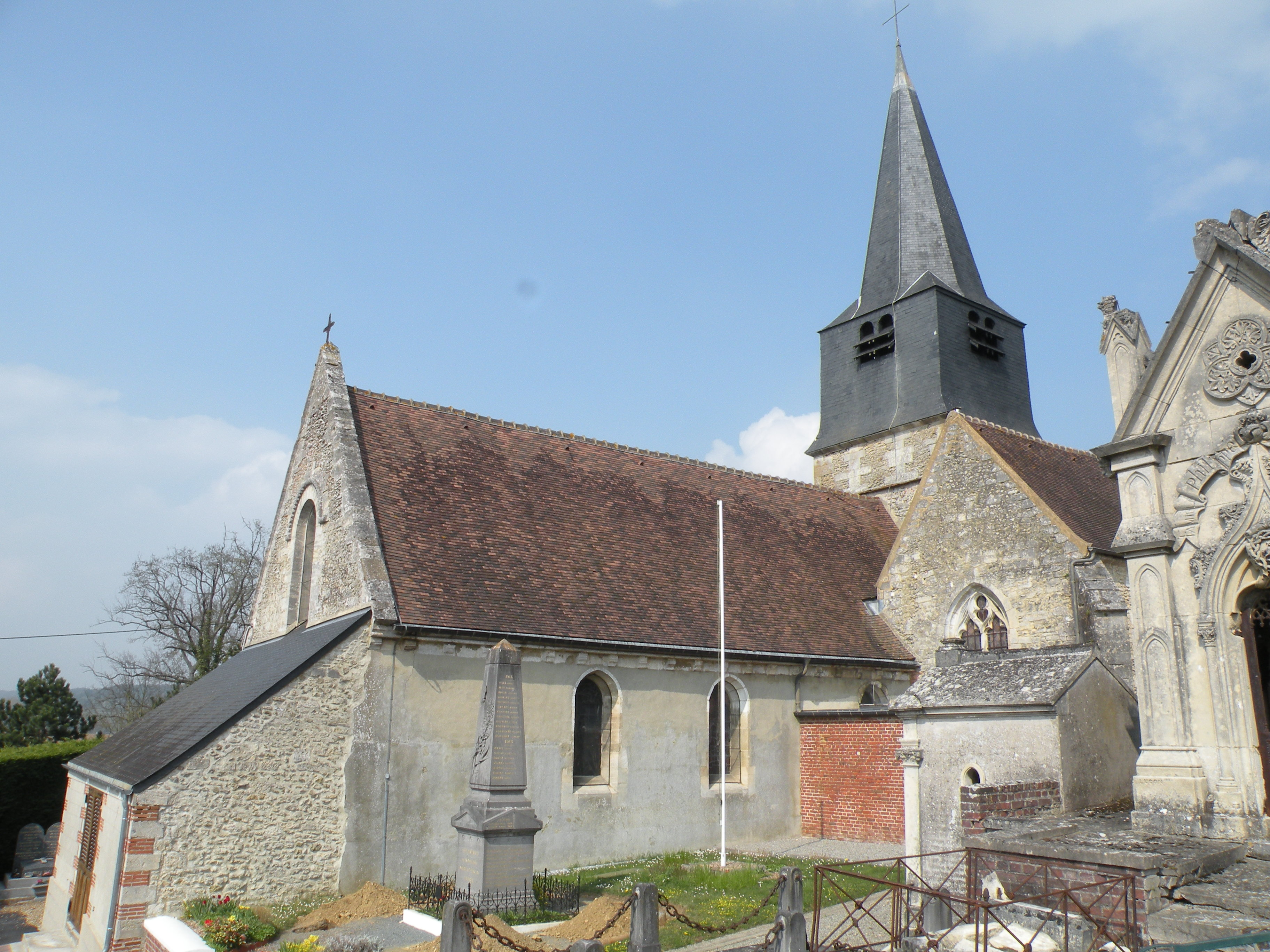
Kirche Saint-Lucien
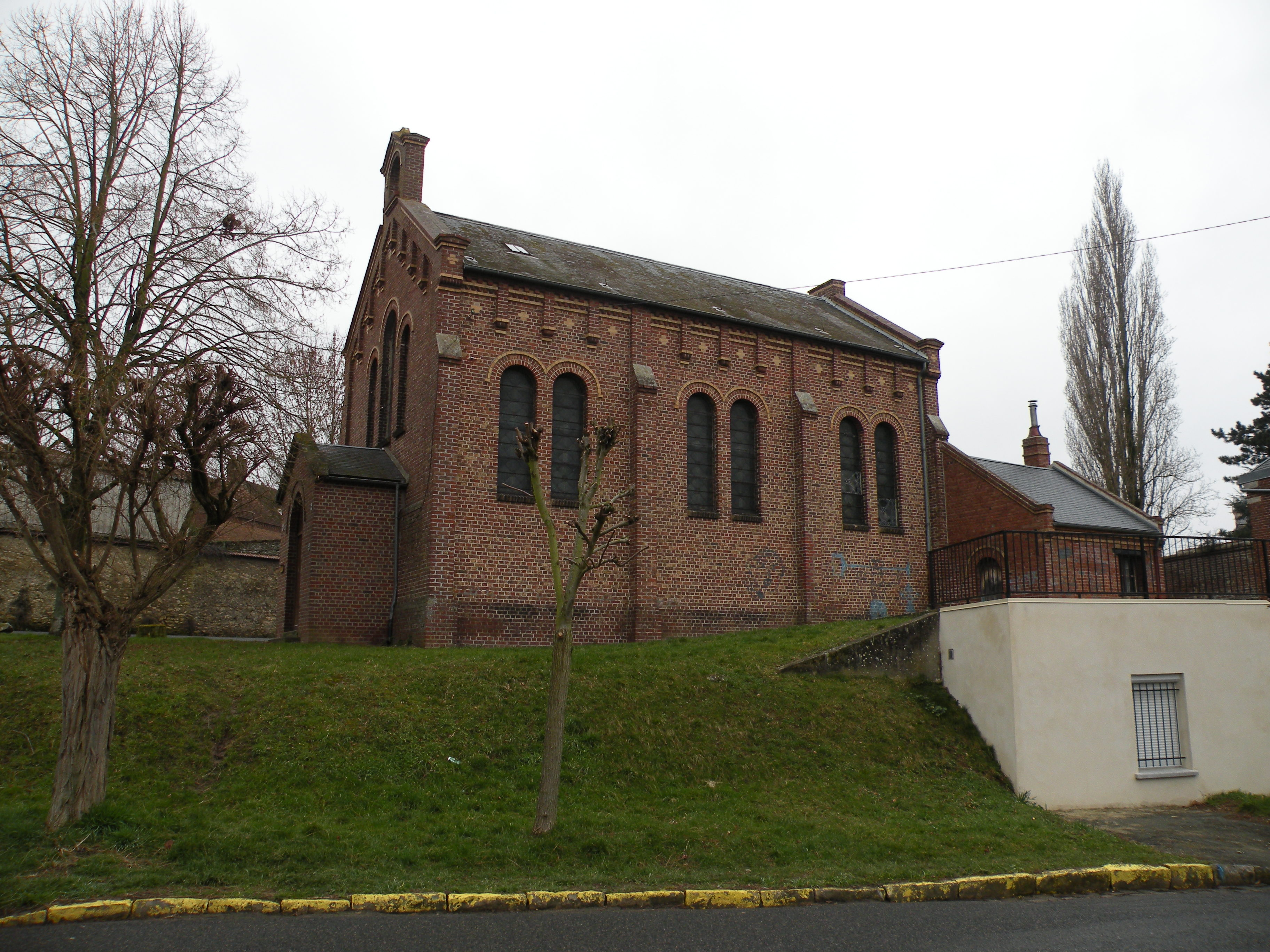
Kapelle La Miséricorde
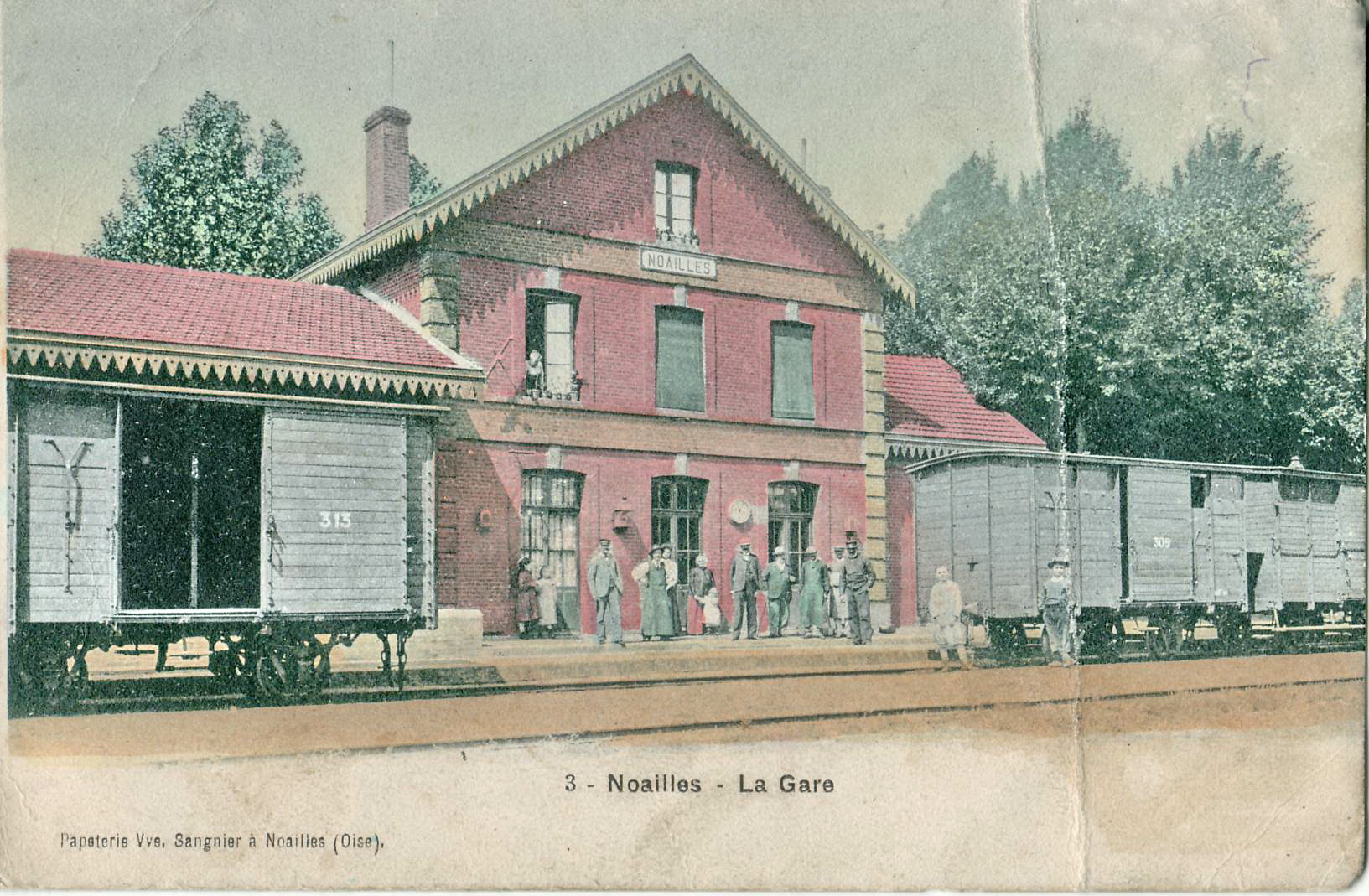
Wasserturm
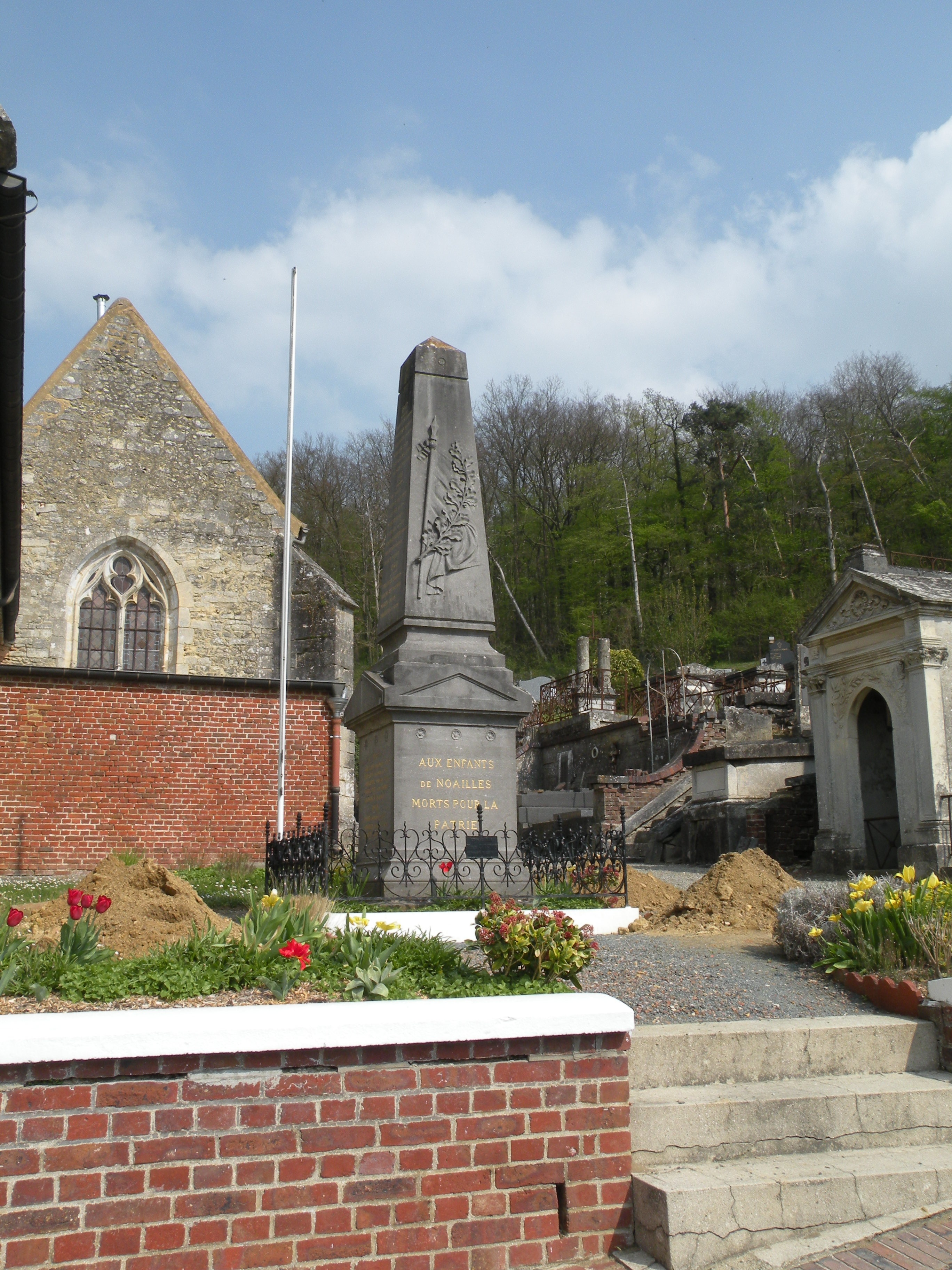
Lavoir

- Kirche Saint-Lucien
- Kapelle La Miséricorde
- Ehemaliger Bahnhof (Foto von 1916)
- Gefallenendenkmal

## Städtepartnerschaft
Seit 1970 führen Noailles und der Borkener Stadtteil Großenenglis in Hessen (Deutschland) eine Städtepartnerschaft.